# Gyór-árok
A Gyór-árok a Jászságban ered, az Alföld északi részén, Jász-Nagykun-Szolnok vármegyében. Az árok a Zagyvába torkollik Jásztelek település belterületén.

## Partmenti települése
- Jászjákóhalma
- Jásztelek